# Bombardeio de Kagoshima
O Bombardeio de Kogoshima, também conhecido como a Guerra Anglo-Satsuma (薩英戦争, Satsu-Ei Sensō), ocorreu de 15 a 17 de agosto de 1863 durante o Xogunato Tokuhawa Tardio. A Marinha Real Britânica bombardeou a cidade de Kagoshima em retribuição aos acontecimentos do Incidente de Namamugi em 1862, no qual cidadãos britânicos foram atacados (1 morto e dois feridos) por um oficial local, por não mostrar o devido respeito ao daimio.